# 国際技能競技大会
国際技能競技大会（こくさいぎのうきょうぎたいかい、英: WorldSkills Competition）は、ほぼ2年に一度、ワールドスキルズインターナショナル（WSI：WorldSkills International）によって開催される、参加国の職業訓練の振興と参加者の国際親善・交流を目的としている技能労働者の技能を競う大会。通称、技能五輪国際大会（ぎのうごりんこくさいたいかい）または技能オリンピック国際大会（ぎのうおりんぴっくこくさいたいかい）。
厚生労働省は、第38回大会までは、日本語正式名称を国際職業訓練競技大会（こくさいしょくぎょうくんれんきょうぎたいかい）としていたが、第39回大会以降は国際技能競技大会としている。

## 概要
大会ごとに開催地と開催年を入れて、その大会のシンボルマークとしている。
参加資格は大会開催年に満22歳以下（製造チームチャレンジ職種及びメカトロニクス職種については満25歳以下）の者。過去に同一職種で参加していない者に限る。
参加選手は各国一職種につき1名または1組。
競技時間は概ね20時間で、数日にわたって実施される。公用語は英語、ドイツ語、フランス語。
全選手の中で最も最高得点を出した選手には、大会創設者であるフランシスコ・アルバード・ビダル氏の功績をたたえ、「アルバード・ビダル賞」が贈られる。

## 沿革
- 1947年　スペインで若年技能工の公開競技会が開催される。その後、国際的な競技会とするべくラテンアメリカ諸国に呼びかけを行ったが不調に終わる。
- 1950年　スペインの職業青年団が提唱し、賛同したポルトガルと共に、イベリア競技会を開催、各12人の選手によって技能を競い合った[3]。事実上最初の国際大会。
- 1953年　ドイツ、イギリス、フランス、モロッコ、スイスが参加。多国間大会となる。
- 1954年　国際職業訓練協議会（IVTC;International Vocational Training Council)設立。
- 1966年　国際職業訓練機構（IVTO;International Vocational Training Organization)設立
- 2000年　競技大会用の組織名称として「worldskills」を使用開始。

## 日本派遣選手の選考方法
中央職業能力開発協会が主催（あるいは開催地の都道府県との共催）する技能五輪全国大会（青年技能者技能競技大会）が毎年度実施されており、技能五輪国際大会が開催される前の年の全国大会は、 国際大会への派遣選手選考会（国際技能競技大会予選）を兼ねている。全国大会は毎年10月末に行われ、全国の都道府県持ち回りとなっている。

## 歴代開催地ならびに開催予定地
| 年     | 開催地         | 開催国                                                                                       | 備考         |
| ------ | -------------- | -------------------------------------------------------------------------------------------- | ------------ |
| 1950年 | マドリッド     | スペイン                                                                                     |              |
| 1952年 | マドリッド     | スペイン                                                                                     |              |
| 1953年 | マドリッド     | スペイン                                                                                     |              |
| 1954年 | マドリッド     | スペイン                                                                                     |              |
| 1956年 | マドリッド     | スペイン                                                                                     |              |
| 1957年 | マドリッド     | スペイン                                                                                     |              |
| 1958年 | ブリュッセル   | ベルギー                                                                                     |              |
| 1959年 | モデナ         | イタリア                                                                                     |              |
| 1960年 | ヒホン         | スペイン                                                                                     |              |
| 1961年 | デュースブルク | ドイツ                                                                                       |              |
| 1962年 | バルセロナ     | スペイン                                                                                     |              |
| 1963年 | ダブリン       | アイルランド                                                                                 |              |
| 1964年 | リスボン       | ポルトガル                                                                                   |              |
| 1965年 | グラスゴー     | イギリス                                                                                     |              |
| 1966年 | ユトレヒト     | オランダ                                                                                     |              |
| 1967年 | マドリッド     | スペイン                                                                                     |              |
| 1968年 | ベルン         | スイス                                                                                       |              |
| 1969年 | ブリュッセル   | ベルギー                                                                                     |              |
| 1970年 | 東京           | 日本                                                                                         |              |
| 1971年 | マドリッド     | スペイン                                                                                     |              |
| 1973年 | ミュンヘン     | ドイツ                                                                                       |              |
| 1975年 | マドリッド     | スペイン                                                                                     |              |
| 1977年 | ユトレヒト     | オランダ                                                                                     |              |
| 1978年 | 釜山           | 韓国                                                                                         |              |
| 1979年 | コーク         | アイルランド                                                                                 |              |
| 1981年 | アトランタ     | アメリカ合衆国                                                                               |              |
| 1983年 | リンツ         | オーストリア                                                                                 |              |
| 1985年 | 大阪           | 日本                                                                                         |              |
| 1988年 | シドニー       | オーストラリア                                                                               |              |
| 1989年 | バーミンガム   | イギリス                                                                                     |              |
| 1991年 | アムステルダム | オランダ                                                                                     |              |
| 1993年 | 台北           | 中華民国                                                                                     |              |
| 1995年 | リヨン         | フランス                                                                                     |              |
| 1997年 | サンクトガレン | スイス                                                                                       |              |
| 1999年 | モントリオール | カナダ                                                                                       |              |
| 2001年 | ソウル         | 韓国                                                                                         |              |
| 2003年 | サンクトガレン | スイス                                                                                       |              |
| 2005年 | ヘルシンキ     | フィンランド                                                                                 |              |
| 2007年 | 沼津           | 日本                                                                                         | 詳細を参照。 |
| 2009年 | カルガリー     | カナダ                                                                                       |              |
| 2011年 | ロンドン       | イギリス                                                                                     |              |
| 2013年 | ライプツィヒ   | ドイツ                                                                                       |              |
| 2015年 | サンパウロ     | ブラジル                                                                                     |              |
| 2017年 | アブダビ       | アラブ首長国連邦                                                                             |              |
| 2019年 | カザン         | ロシア                                                                                       |              |
| 2022年 | （特別開催）   | 本来は中国上海市で開催予定だったが、ゼロコロナ政策の影響で日本を含む12カ国で特別開催された。 |              |
| 2024年 | リヨン         | フランス                                                                                     |              |
| 2026年 | 上海           | 中国                                                                                         |              |
| 2028年 | 愛知           | 日本                                                                                         |              |

## 競技職種
| - ポリメカニクス（Polymechanics/Automation） - 情報ネットワーク施工（Telecommunication Distribution Technology） - 製造チームチャレンジ（Manufacturing Team Challenge） - メカトロニクス（Mechatronics） - 機械製図/ＣＡＤ（Mech. Eng. CADD） - CNC旋盤（CNC Turning） - CNCフライス盤（CNC Milling） - 情報技術（IT/ Software Applications） - 溶接（Welding） - 印刷（Printing） - タイル張り（Wall & Floor Tiling） - 自動車板金（Autobody Repair） - 金属屋根葺き（Metal Roofing） - 配管（Plumbing） - 電子機器組立て（Industrial Electronics） - ウェブデザイン（Web Design） - 電工（Electrical Installations） - 工場電気設備（Industrial Control） - れんが積み（Bricklaying） - 石工（Stonemasonry） - 広告美術（Painting & Decorating） - 家具（Cabinetmaking） - 建具（Joinery） - 建築大工（Carpentry） | - 貴金属装身具（Jewellery） - フラワー装飾（Floristry） - 美容／理容（Ladies / Mens Hairdressing） - ビューティーセラピー（Beauty Therapy） - 洋裁（Fashion Technology） - 洋菓子製造（Confectioner / Pastry Cook） - 自動車工（Automobile Technology） - 西洋料理（Cooking） - レストランサービス（Restaurant Service） - 車体塗装（Car Painting） - 造園（Landscape Gardening） - 冷凍技術（Refrigeration） - ＩＴネットワークシステム管理（IT Network Systems Administration） - グラフィックデザイン（Graphic Design Technology） - 看護（Caring） - 移動式ロボット（Mobile Robotics） - 抜き型（Mould Making） - パン製造（Bakery） - 機械組立て（Mechanical Device Control） - 構造物鉄工（Construction Metal Works） - 木型（Pattern Making） - 左官（Plastering） - 曲げ板金（Sheet Metal Technology） |

## 日本のメダル獲得職種
第41回大会（2011年、イギリス）
- 金メダル（公式11職種）

情報ネットワーク施工（森野陽気、協和エクシオ）、製造チームチャレンジ（早川将悟、地頭薗朋史、大竹基貴、デンソー）、メカトロニクス（川辺祐也、三品英則、日産自動車）、CNC旋盤（阿部晴希、日立プラントテクノロジー土浦事業所）、CNCフライス盤（渡邉健吾、トヨタ自動車）、印刷（伊東真規子、亜細亜印刷）、自動車板金（澤木優一、トヨタ自動車）、洋菓子製造（上野実里菜、にいがた製菓調理師専門学校えぷろん）、自動車工（武田将大、日産自動車）、ITネットワークシステム管理（上岡敦哉、トヨタ自動車）、クリエイティブモデリング（曽我部圭生、トヨタ自動車）、
- 銀メダル（公式4職種）

ポリメカニクス（岩井雄大、デンソー）、工場電気設備（岡山優貴、日立製作所情報制御システム社）、移動式ロボット（五島浩基、生田秀、デンソー）、建築大工（森翔太、住友林業建築技術専門校）
- 銅メダル（公式4職種）

機械製図CAD（小林誠也、デンソー）、貴金属装身具（椎谷隆司、水野学園専門学校ヒコ・みづのジュエリーカレッジ）、冷凍空調技術（伏見栄一、日立アプライアンス清水事業所）、曲げ板金（松井竜也、マツダ）
- 敢闘賞（公式9職種）

溶接（稲木利保、8位、豊田自動織機）、配管（本田翔一、4位、千代田設備）、電子機器組立て（松浦脩人、5位、日産自動車）、ウェブデザイン（永井大輔、8位、キノトロープ）、電工（関力也、9位、関電工神奈川支店）、左官（牛丸和己、4位、小倉左官店）、洋裁（黒田美果、11位、下関文化産業専門学校）、西洋料理（能島舞、15位、公益社団法人全日本司厨士協会）、造園（藤﨑賢博、岡部造園、猪野直紀、髙山造庭園、9位）
第40回大会（2009年、カナダ）
- 金メダル（公式6職種）

情報ネットワーク施工（野瀬茂紘、協和エクシオ）、メカトロニクス、印刷、電工、移動式ロボット、車体塗装
- 銀メダル（公式3職種）

抜き型、自動車板金、構造物鉄工
- 銅メダル（公式5職種）

CNC旋盤、CNCフライス盤、溶接、フラワー装飾、左官
第39回大会（2007年、日本）
- 金メダル（公式16職種）

ポリメカニクス、情報ネットワーク施工（山口雄基、協和エクシオ）、CNC旋盤、CNCフライス盤、溶接、自動車板金、電子機器組立て、電工、洋菓子製造、造園、移動式ロボット、抜き型、機械組立て、構造物鉄工、木型、曲げ板金
- 銀メダル（公式5職種）

製造チームチャレンジ、配管、建築大工、ITPCネットワークサポート、左官
- 銅メダル（公式3職種）

機械製図/CAD、石工、自動車工
第38回大会（2005年、フィンランド）
- 金メダル（公式4職種、デモンストレーション1職種）

ポリメカニクス、メカトロニクス、機械製図CAD、CNCマシニング、情報ネットワーク施工（小湊大輔、協和エクシオ）
- 銀メダル（公式1職種）

電子機器組立て
- 銅メダル（公式2職種）

製造チームチャレンジ、自動車板金

## 逸話
- 韓国では凱旋パレードが行われたことがある。メダル獲得者には産業勲章が授与されたことがある[注 3]。